# ميلاني لوران
ميلاني لوران (فرنسية: Mélanie Laurent)هي ممثلة، مخرجة وكاتبة فرنسية ولدت في 21 فبراير 1983. اكتسبت شهرتها عالمياً من خلال دورها في فيلم أوغاد مجهولون عام 2009.

## الأعمال

### أفلام
- بلديون
- أوغاد مجهولون
- قطار المساء إلى لشبونة
- الآن أنت تراني
- عدو

## وصلات خارجية
- ميلاني لوران على موقع IMDb (الإنجليزية)
- ميلاني لوران على موقع ميتاكريتيك (الإنجليزية)
- ميلاني لوران على موقع روتن توميتوز (الإنجليزية)
- ميلاني لوران على موقع مونزينجر (الألمانية)
- ميلاني لوران على موقع قاعدة بيانات الأفلام العربية
- ميلاني لوران على موقع ألو سيني (الفرنسية)
- ميلاني لوران على موقع ميوزك برينز (الإنجليزية)
- ميلاني لوران على موقع أول موفي (الإنجليزية)
- ميلاني لوران على موقع بوكس أوفيس موجو (الإنجليزية)
- ميلاني لوران على موقع قاعدة بيانات الأفلام السويدية (السويدية)
- ميلاني لوران على موقع IMDB.